# Чешуйчатая земляная горлица
Чешуйчатая земляная горлица (лат. Columbina squammata) — вид птиц семейства голубиных. Выделяют два подвида. Распространены в Бразилии, Боливии, Аргентине, Колумбии, Французской Гвиане, Парагвае, Тринидаде и Тобаго и Венесуэле. Естественная среда обитания — кустарниковые степи, низинные луга или сильно деградировавшие леса.

## Описание
Длина тела от 18 до 22 сантиметров, масса — от 48 до 60 граммов. Окраска верхней части тела серовато-коричневая, лицо и грудь розовато-серые. Горло белое, также имеется заметное белое пятно на крыльях, когда они закрыты. Хвост тёмный с белыми кончиками прядок, образующими белую полосу по бокам хвоста, заметную, когда птица находится в полёте. Тёмные глаза, розовые ноги и серый клюв. У него «чешуйчатый» вид, обусловленный тёмными краями перьев. Наиболее яркой особенностью этого вида является чешуйчатый рисунок оперения, который обеспечивает ему эффективный камуфляж. В полёте у основания крыла видна белая полоса. Первостепенные маховые перья бурого цвета.

## Таксономия
Видовое название squammata — от лат. squamatus — «чешуйчатый», в связи с оперением птицы.
В бразильском португальском языке вид имеет множество популярных названий, включая: rolinha-carijó, Fogo-pagô (ономатопея), rol-pedrês, rolinha-cascavel, felix-cafofo (Paraíba), paruru и galinha-de-deus. В бразильских штатах Риу-Гранди-ду-Норти, Параиба и Пернамбуку вид иногда называют rolinha-cascavel, что означает «гремучая змея» из-за рисунка оперения, напоминающего чешую змеи, и звука, который птица издаёт при полёте, похожего на звук погремушки местного вида гремучей змеи (Crotalus durissus).
Существует два признанных подвида:
- Columbina squammata squammata (Lesson, 1831) встречается на большей части восточной Бразилии, от южной Пара до северной Риу-Гранди-ду-Сул, в Боливии, Парагвае и северо-восточной Аргентине.
- Columbina squammata ridgwayi (Richmond, 1896) встречается от северо-восточного побережья Колумбии до Венесуэлы, на островах Маргарита и Тринидад. У него более чёрные кончики перьев, чем у номинативного подвида[4].

## Поведение
Большую часть времени проводит на земле, где ищет пищу парами или очень маленькими группами, состоящими всего из нескольких особей. В его рацион входят семена, мелкие беспозвоночные и улитки. Сезон размножения варьируется в зависимости от области распространения. В Колумбии вид размножается с марта по август, в Венесуэле — с сентября по октябрь, а в Бразилии эти голуби размножаются круглый год. Однако основной сезон размножения там приходится на сентябрь—ноябрь. Гнездо строится низко в кустах. Очень редко можно встретить гнезда на высоте более двух метров. Кладка состоит из двух белых яиц. Период насиживания составляет 13-14 дней. Молодые особи оперяются через 12-15 дней и быстро становятся самостоятельными.
Обычно молчалив, за исключением вокализации, которая происходит только во время нахождения в хорошо укрытых местах, и шума, издаваемого крыльями при взлёте. На юго-востоке Бразилии этот вид считается пугливым, его чаще слышат, чем видят в таких городах, как Кампинас или Рибейран-Прету, но в других частях Бразилии, таких как Бразилиа или Гояния, этот вид можно встретить гораздо ближе к людям, так же, как и его сородича Columbina talpacoti.
Орнитологи и наблюдатели за птицами в штате Сан-Паулу сообщают о сокращении популяции этого вида, потенциально объясняя это конкуренцией с ушастой горлицей (Zenaida auriculata), ареал и численность которой увеличиваются.